# Wspólnota administracyjna Geisenfeld
Wspólnota administracyjna Geisenfeld – wspólnota administracyjna (niem. Verwaltungsgemeinschaft) w Niemczech, w kraju związkowym Bawaria, w rejencji Górna Bawaria, w regionie Ingolstadt, w powiecie Pfaffenhofen an der Ilm. Siedziba wspólnoty znajduje się w mieście Geisenfeld.
Wspólnota administracyjna zrzesza jedną gminę miejską (Stadt) oraz jedną gminę wiejską (Gemeinde) : 
- Ernsgaden, 1 538 mieszkańców, 7,50 km²
- Geisenfeld, miasto, 10 083 mieszkańców, 88,25 km²